# Bibio obediens
Bibio obediens är en tvåvingeart som beskrevs av Osten Sacken 1881. Bibio obediens ingår i släktet Bibio och familjen hårmyggor. Inga underarter finns listade i Catalogue of Life.